# Tower Hill (métro de Londres)
Tower Hill  est une station du métro de Londres située à proximité de la colline qui lui donne son nom. La station est desservie par la Circle line et District line.

## Historique de la station
La station est ouverte en 1882 avec le nom de Tower of London, mais elle ferme deux ans plus tard avec l'ouverture d'une nouvelle station proche, appelée Mark Lane. En 1946, Mark Lane est renommée Tower Hill. En février 1967, la station Tower Hill est fermée et une nouvelle station du même nom est ouverte sur le site de la station Tower of London, totalement reconstruite à cette occasion.

## Lieux remarquables à proximité
Elle est à proximité immédiate de la station Tower Gateway sur le Docklands Light Railway (DLR).
Tower Hill est la station de métro qui desserte la gare de Fenchurch Street, 200 m au nord. Celui-ci est signalée de la station.
- Tour de Londres
- Église All Hallows-by-the-Tower